# Archivo Histórico Universitario (Universidad de Santiago de Compostela)
El Archivo Histórico Universitario (Arquivo Histórico Universitario en gallego) es la institución que se encarga de la gestión, conservación y difusión de la documentación académica y administrativa generada por la Universidad de Santiago de Compostela. 

## Fondos e historia
Su origen se sitúa en los comienzos de la universidad, a finales del siglo XV. Actualmente mantiene una doble vertiente, administrativa e histórica, que trasciende más allá de la universidad a la que da apoyo, después de que en el siglo XX las numerosas transferencias de fondos (ya sea por compra, donación o deposición) lo convirtieran en un archivo transversal donde se custodian importantes fondos documentales, claves en muchos casos para entender la historia y cultura de la ciudad de Santiago y de toda Galicia. En este sentido, conserva, además del fondo universitario, los fondos del archivo municipal de la ciudad, del Hospital de los Reyes Católicos, de la Capitanía General de Galicia, junto con otros fondos de archivos notariales, personales y familiares, entre otros.
Actualmente la sede del Archivo se encuentra en un edificio en el centro de la ciudad, en la Rúa das Casas Reais.